# Ledningssystem
Ett ledningssystem har uppgiften att sammanställa information från olika källor (t.ex. radar, sonar, taktiska datalänkar eller observatörer) för att ge en beslutsfattare en övergripande och korrekt bild av situationen. Med hjälp av informationen från ett ledningssystem fattas beslut om hur man vill påverka den situation som presenteras. I militära sammanhang kan det röra sig om en vapeninsats, medan det i ett civilt sammanhang kan handla om en räddningsinsats.
Ett ledningssystem kan också beskrivas som en organisations policy, mål och mätkriterier samt arbetet med att nå målen. Ett ledningssystem har olika inriktning beroende på vad det syftar till. Ett miljöledningssystem syftar till att minska verksamhetens miljöpåverkan och ett kvalitetsledningssystem syftar till att säkerställa och öka verksamhetens kund- och intressentnytta. Ett arbetsmiljöledningssystem syftar till att säkra arbetsmiljöarbetet. En organisation kan ha flera ledningssystem, till exempel kvalitetsledningssystem, ledningssystem för kompetensförsörjning, ekonomiledningssystem och miljöledningssystem.  
Det finns flera internationella standarder som kan hjälpa en organisation att bygga upp ett ledningssystem, till exempel ISO 9000-serien för kvalitetsledning, ISO 14000-serien för miljöledning och ISO 45001 för arbetsmiljöledning. Att utgå från processer istället för funktioner är en framgångsfaktor när ett ledningssystem byggs upp. Detta är ett krav i ISO 9001:2015 men inte i de andra ISO-serierna. Många organisationer väljer att certifiera sig mot en ISO-standard för att intyga kunder att man efterlever kraven i standarden. 
Det verkliga ledningssystemet är de personer och den kompetens som människorna i organisationen besitter. Men också de lokaler, den materiel (t.ex. datorer), de beslutsvägar och de val som människor i organisationen gör. Beskrivningen av ledningssystemet i text eller bild, film m.m. beskriver hur organisationen vill att det ska fungera. Men avvikelser från denna önskan sker dagligen och svårigheterna torde öka ju mer komplex organisationen är. En realistisk, enkel och tydlig önskan hur vi vill att det ska fungera, medför att det är troligare att människorna kan leva efter rutinen och uppnå de önskade målen.
En springande punkt för varje företag och organisation är alltså att ha den kompetens som erfordras för verksamheten. För att skaffa och behålla sådan kompetens behöver organisationen arbeta strategiskt med sin kompetensförsörjning. Sverige har utvecklat en ledningsstandard för just detta, vilket anknyter till övriga ledningssystem inom ISO-familjen. 